# هریسون هات اسپرینگ
هریسون هات اسپرینگ (به انگلیسی: Harrison Hot Springs) یک منطقهٔ مسکونی در کانادا است که در بریتیش کلمبیا واقع شده‌است. هریسون هات اسپرینگ ۱٬۴۶۸ نفر جمعیت دارد.